# Dypsis lucens
Dypsis lucens – gatunek palmy z rzędu arekowców (Arecales). Występuje endemicznie na Madagaskarze, w prowincji Toamasina. Przypuszcza się, że ten gatunek wymarł. Ostatni raz widziano go ponad 80 lat temu.
Rośnie w bioklimacie wilgotnym. Występuje na wysokości do 500 m n.p.m.